# I capolavori di papà Al Bano
I capolavori di papà Al Bano è una raccolta del cantante Al Bano pubblicata nel 2014 in Italia.
Contiene 2 canzoni inedite Ciao papà e Madre mia dedicate ai suoi genitori e un remake del classico Un amore così grande.
Ci sono anche nuove versioni dei brani Prima notte d'amore e Mezzanotte d'amore.
Il duetto con Romina Power in We'll live it all again (Lo rivivrei) è del 1976.
Le canzoni As long as you love me, Nothing e I see you sono cantate dai suoi figli Jasmine, Cristèl e Yari.

## Tracce
CD 1
1. Il mondo degli angeli (Maurizio Fabrizio, Romina Power, Oscar Avogadro)
2. Madre mia (Luciano Sardelli, Albano Carrisi, Luciano Sardelli)
3. Le radici del cielo (Albano Carrisi, Pino Aprile)
4. Un amore così grande (Antonella Maggio, Guido Maria Ferilli)
5. As long as you love me (Rodney "Darkchild" Jerkins, Andre Lindal, Nasri Atweh, Justin Bieber, Sean Anderson)
6. La canzone di Jas-Bi (Yari Carrisi, Albano Carrisi, Cristiano Minellono)
7. Nothing (Cristèl Carrisi)
8. I cigni di Balaka (Albano Carrisi, Willy Molco, Albano Carrisi)
9. I see you (Yari Carrisi)
10. Nel sole(Albano Carrisi, Pino Massara, Vito Pallavicini)
11. Tu per sempre (Albano Carrisi, Alterisio Paoletti, Fabrizio Berlincioni)
12. Ciao papà (Albano Carrisi, Cristiano Minellono, Giò Valeriani, Bruno Lanza)

CD 2
1. Caro amore (Albano Carrisi, Vito Pallavicini, Willy Molco)
2. Sogni (Andrea Lo Vecchio)
3. Che stupido finale (Fabrizio Berlincioni, Albano Carrisi)
4. È la mia vita (Maurizio Fabrizio, Pino Marino)
5. Col pensiero (Fabrizio Berlincioni, Yari Carrisi)
6. Granada dream (Radio edit) (Agustín Lara, Victor Bach)
7. Mezzanotte d'amore (Vito Pallavicini, Detto Mariano, Albano Carrisi)
8. We'll live it all again (Lo rivivrei) (Albano Carrisi, Romina Power)
9. Cara terra mia (Albano Carrisi, Romina Power, Vito Pallavicini)
10. Prima notte d'amore (Albano Carrisi, Romina Power)
11. Mattino (Ruggero Leoncavallo, Vito Pallavicini)
12. Un pugno nell'anima (Fabrizio Berlincioni, Albano Carrisi)
13. Felicità (Cristiano Minellono, Dario Farina, Gino De Stefani)